# Сан Пјетро Ад Лакум (Терамо)
Сан Пјетро Ад Лакум (итал. San Pietro Ad Lacum) је насеље у Италији у округу Терамо, региону Абруцо.
Према процени из 2011. у насељу је живело 249 становника. Насеље се налази на надморској висини од 476 м.